# Jennifer Chieng
Jennifer Dugwen Chieng (* 29. April 1986 in Maryland, Vereinigte Staaten) ist eine mikronesische Boxerin.

## Biografie
Jennifer Chieng trat bei den Olympischen Sommerspielen 2016 in Rio de Janeiro im Leichtgewicht an. In der ersten Runde unterlag sie der US-Amerikanerin Mikaela Mayer nach Punkten.
Bei den Pazifikspielen konnte sie 2015 und 2019 die Goldmedaille gewinnen.